# Роже Ечеґарай
Роже́ Марі́ Елі́ Ечеґара́й (фр. Roger Marie Élie Etchegaray; 25 вересня 1922, Еспелетт — 4 вересня 2019) — французький куріальний кардинал, віце-декан Колегії кардиналів з 30 квітня 2005 року.

## Біографічні відомості
Роже Ечеґарай народився 25 вересня 1922 в Еспелетт в сім'ї баскського походження. Навчався в семінаріях в Юстаритс і в Байонні. Висвячений на священика 13 липня 1947 року. Після свячень продовжував навчання у Папському Григоріанському університеті в Римі, де в 1949 році здобув ступінь доктора канонічного права. Ечеґарай працював у єпархії Байонни, як душпастир, секретар єпископа, координатор «Католицької Акції» і генеральний вікарій; у 1965 році став секретарем комітету Конференції Єпископів Франції зі зв'язків з Конференціями Єпископів Європи, а в 1966 році — секретарем Конференції Єпископів Франції.
29 березня 1969 року Папа Римський Павло VI призначив Роже Ечеґарая єпископом-помічником Парижа; єпископські свячення отримав 27 травня 1969 року, головним святителем був архієпископ Парижа Ґабрієль Марті. Єпископ Ечеґарай брав участь у багатьох сесіях Всесвітнього Синоду Єпископів у Ватикані (включаючи спеціальну сесію для Церкви в Європі 1991), працював у Генеральному секретаріаті Синоду. У грудні 1970 року папа призначив його архієпископом Марселя. У 1971—1979 роки він був першим президентом Європейської єпископської конференції, в 1975 році він був також головою Конференції єпископів Франції. З 1975—1982 він очолював територіальну прелатуру Понтіньї («Місію Франції»).
30 червня 1979 року Папа Іван-Павло II надав архієпископові Ечеґараю сан кардинала-пресвітера. У 1984—1995 кардинал Ечеґарай був головою Папської комісії «Справедливість і мир», у 1984—1998 — головою Папської ради «Cor Unum».
У червні 1998 року папа перевів кардинала Ечеґарая до рангу кардинала-єпископа субурбікарної єпархії Порто-Санта Руфіна. Неодноразово представляв папу Івана Павла II на релігійних церемоніях і ювілеях як спеціальний легат. Очолював дипломатичну місію Святого Престолу, яка мала на меті переконати Вашингтон утриматися від війни в Іраку. Удостоєний кількох почесних нагород, зокрема премії ЮНЕСКО ім. Фелікса Уфуе-Буаньї за внесок у мир у всьому світі.
Після досягнення 80-річного віку у вересні 2002 року втратив право на участь у конклаві. 30 квітня 2005 року, після обрання Папи Римського Бенедикта XVI, обраний віце-деканом Колегії кардиналів.

## Праці

### Українські переклади
- Ечегерай Роже. Істинний Бог, Істинна Людина. — Київ: Дух і літера, 2005. — 180 с. ISBN 966-378-002-9

## Різне
- Кардинал Ечеґарай відмовився від вживання єпископського і кардинальського герба[11].
- 24 грудня 2009 року, під час процесії перед урочистою різдвяною Месою в Соборі святого Петра, кардинал Ечеґарай отримав перелом шийки стегна в результаті інциденту, під час якого був збитий з ніг Папа Бенедикт XVI[12][13].